# 南雪谷
南雪谷（日语：／ Minami-yukigaya */?）是東京都大田區的町。現行行政地名為南雪谷一丁目至南雪谷五丁目。人口為12,128人（2013年8月1日）。

## 地理
位於大田區西北部。北至中原街道，接雪谷大塚町、石川町。東至呑川，接東雪谷。南至橫須賀線（品鶴線），接久原。西南鄰北嶺町。西至環八通（東京都道311號環狀八號線），接田園調布本町。
東急池上線通過町內北部與西部，並設置雪谷大塚站。橫須賀線未設站。車站周邊可見商店，其他為住宅區。

## 歷史
1970年（昭和45年），雪谷町西半部與調布大塚町、調布嶺町一丁目、道道橋町、久原町各一部分合併成立南雪谷。

### 地名由來
雖然町名是「南」雪谷，但事實上應是位於雪谷地區的西方。

## 交通
町內西北部有東急池上線雪谷大塚站。另可利用附近的巴士路線。

## 設施
- 清明學園初等學校、中學校
- 大田區立雪谷小學校
- 大田區立雪谷中學校
- 大田區立東調布公園、東調布兒童交通公園
- 東急電鐵雪谷檢車區
- 田園調布郵便局

## 備註
1. ↑  .   [2013-08-23]. （原始内容存档于2014-02-18）.